# Lorenzo Sala
Lorenzo Sala (ur. 15 września 2002 w Trydencie) – włoski siatkarz, grający na pozycji atakującego. 
Jego ojciec Andrea Sala, również jest siatkarzem.

## Sukcesy klubowe
Puchar CEV:
- 2023[4]

## Sukcesy reprezentacyjne
Letnia Uniwersjada:
- 2021[5]